# 파사르가다에
파사르가다에(페르시아어: پاسارگاد)는 페르시아 제국의 첫 번째 수도이며 현재 이란에 있는 고고학적 유적지의 이름이다. 유네스코가 지정한 세계문화유산이다.
이 도시를 처음 건설한 것은 키루스 2세이며 아마도 기원전 546년이나 그 이후에 건설하였을 것으로 추정된다. 기원전 530년 경 키루스는 이 도시의 완성을 보지 못하고 동방원정에서 사망하자 이곳에서 장사를 지냈다. 그의 무덤은 아직도 이 유적지에 남아있다. 이후 파사르가다에는 다리우스 1세가 새로이 페르세폴리스를 수도로 정할때까지 페르시아 제국의 수도였다.

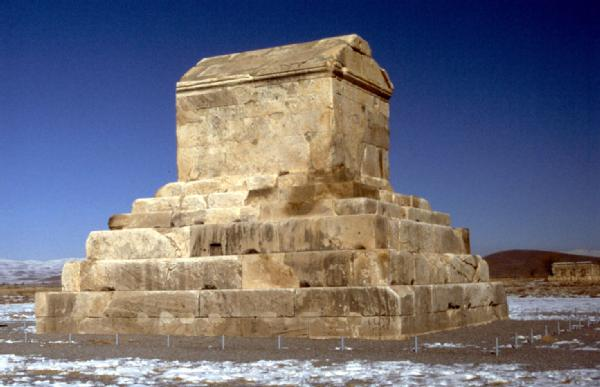
키루스의 무덤으로 알려진 유적

이 유적지에서 가장 중요한 유적은 바로 키루스 대왕의 무덤으로 알려진 건축물이다. 이곳이 키루스의 무덤이라는 강력한 증거는 없으나 알렉산드로스 대왕이 키루스의 무덤으로 믿었다는 고대 그리스 역사가들의 기록에 따라 키루스의 무덤으로 보고 있다. 6층의 기단위에 세워진 직사각형모양의 석실이 있는데 길이가 3.17m, 폭이 2.11m, 높이가 2.11m이고 길고 좁은 입구가 있다. 알렉산드로스 대왕이 페르시아를 정복하고 페르세폴리스를 폐허로 만든 뒤 이곳을 방문했는데 알렉산드로스는 자기의 부하를 시켜 이 무덤에 들어가게 했다고 한다. 무덤안에는 황금 테이블과 잔, 황금 침대, 관이 있고 온갖 보석으로 장식되어 있었다. 물론 현재는 이러한 부장품은 하나도 남아있지 않다.
이슬람이 이란을 침공했을 당시 아랍인들은 이 무덤이 이교도에게 바쳐진 것이라고 하여 파괴하려고 했다. 그러나 무덤을 지키는 사람들이 이 무덤이 키루스의 무덤이 아니라 솔로몬왕의 어머니의 집이라고 설득하여 파괴를 면했다고 한다.

## 같이 보기
- 이란 건국 2500주년 축제
- 이란의 역사